# Chancellerie fédérale (Berlin)
Pour les articles homonymes, voir Chancellerie fédérale.
 (décembre 2016).
Si vous disposez d'ouvrages ou d'articles de référence ou si vous connaissez des sites web de qualité traitant du thème abordé ici, merci de compléter l'article en donnant les références utiles à sa vérifiabilité et en les liant à la section « Notes et références ».

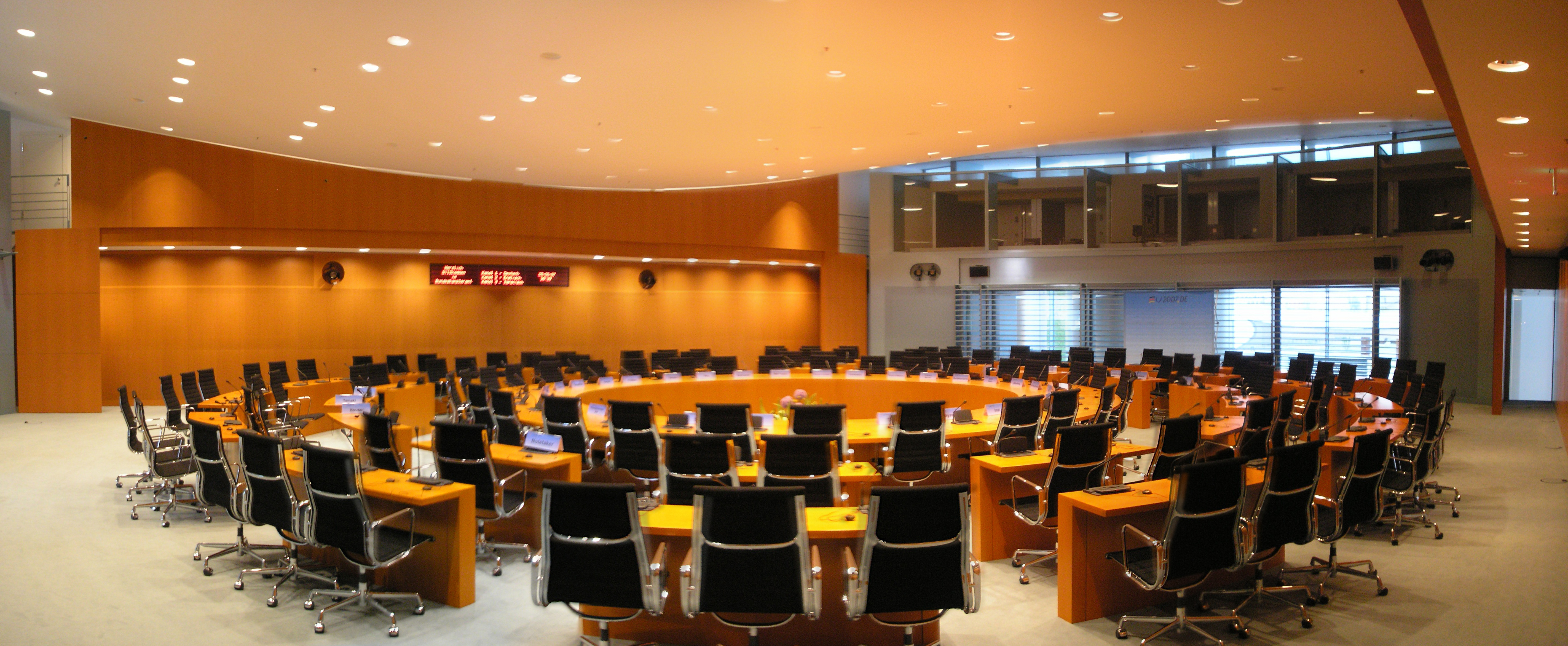
La salle de conférence internationale.

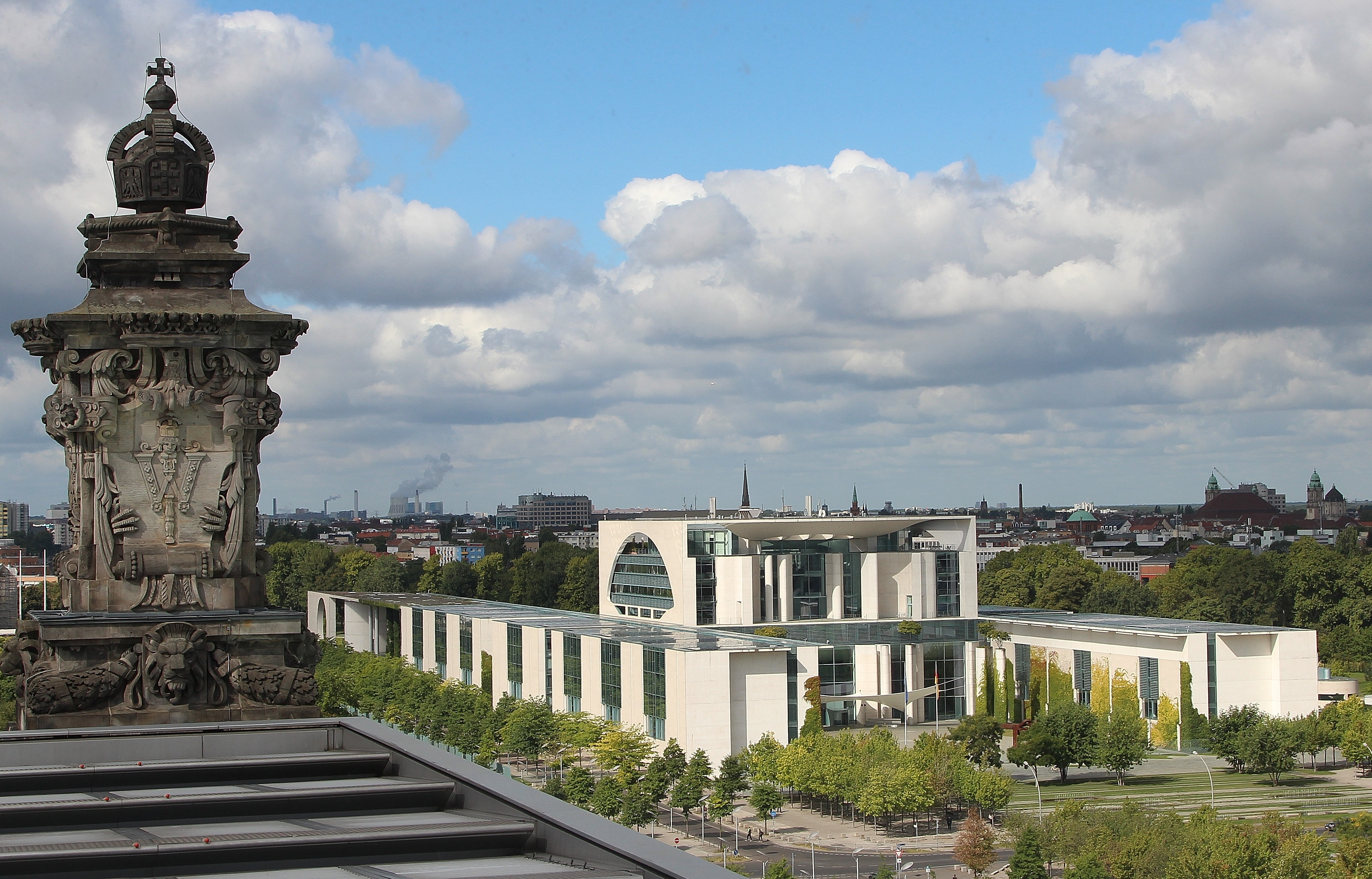
La chancellerie vue du Reichstag.

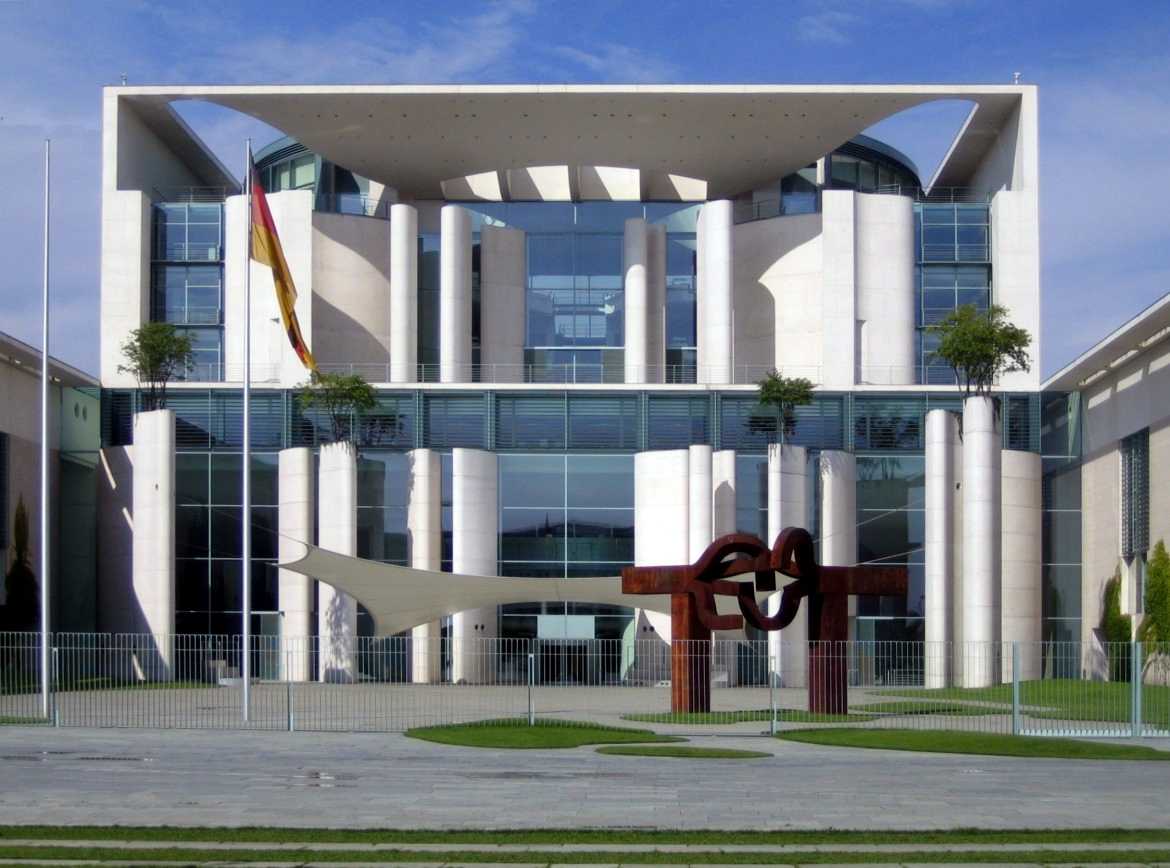
La façade principale.

La Chancellerie fédérale (das Bundeskanzleramt en allemand) est le bâtiment qui accueille depuis 2001 le bureau du chancelier fédéral d'Allemagne et de ses services au numéro 1 de la Willy-Brandt-Straße à Berlin.
Le bâtiment est l'œuvre commune des architectes berlinois Axel Schultes, Charlotte Frank et Christoph Witt. Il se trouve intégré au « ruban fédéral » (Band des Bundes), quartier gouvernemental situé dans le coude de la Spree, et se trouve à environ trois cents mètres au nord-ouest du palais du Reichstag. Il fut érigé dans le cadre du transfert du gouvernement de Bonn à Berlin et inauguré en 2001.
Très vite, les guides touristiques et les journalistes surnommèrent en termes ironiques le nouvel édifice : les « toilettes pour éléphants » (Elefantenklo), le « Kohllosseum » (en référence à Helmut Kohl, même si ce dernier n'y résida jamais), la « machine à laver » (Waschmaschine) sous toutes ses déclinaisons : Bundeswaschmaschine (« machine à laver fédérale ») ou encore Kanzlerwaschmaschine (« machine à laver du chancelier »).

## Architecture
Le projet d'architecte fut retenu lors du mandat du chancelier Helmut Kohl (1982-1998). Les travaux débutèrent le 4 février 1997 et s'achevèrent quatre ans plus tard.
Le 2 mai 2001, le chancelier Gerhard Schröder put quitter la chancellerie provisoire, aménagée dans les locaux du Staatsratsgebäude, ancien siège du Conseil d'État de la RDA (Staatsrat), scellant ainsi la fin du déménagement du gouvernement fédéral à Berlin.
La superficie totale de la nouvelle Chancellerie, en comptant les jardins et la piste d'atterrissage pour hélicoptères, est de 73 000 m². Les bâtiments occupent quant à eux 12 000 m² pour une hauteur de 36 mètres, dépassant la hauteur habituelle des immeubles berlinois avec 22 mètres. La nouvelle Chancellerie fédérale compte parmi les plus grands édifices gouvernementaux au monde, à titre d'exemple, elle fait huit fois la taille de la Maison-Blanche à Washington.
Il remplace à la fois la chancellerie fédérale et le Kanzlerbungalow à Bonn.
L'édifice de facture post-moderne présente une façade dominée par la transparence.
 
Le corps central abrite neuf niveaux : 
- au rez-de-chaussée : le foyer pour l'accueil des invités d'État
- au premier étage : la salle de conférences internationale d'une capacité de trente-deux places, équipée de cabines d'interprétation et de deux cents autres places réservées à la presse
- aux deuxième et troisième étages : la cuisine, la cave à vin et les chambres froides
- au quatrième étage : « étage secret » (Geheim-Etage) accueille les réunions de crise
- cinquième étage : la salle de banquet
- au sixième étage : les bureaux du gouvernement
- au septième étage : les bureaux du chancelier (ceux-ci donnant sur le palais du Reichstag et la Porte de Brandebourg)
- entre les septième et huitième étages : un loft (« Skylobby »)
- au huitième étage : les appartements du chancelier (avec salon, cuisine et chambre à coucher) au sud et le bureau du ministère de la Culture au nord.

Les deux ailes de la chancellerie comptent trois cents bureaux de vingt mètres carrés, ainsi que treize jardins d'hiver.  
Un système de poste pneumatique a également été mis en œuvre pour le transfert des dossiers d'un bout à l'autre du bâtiment.
Une unité de cogénération est installée au sous-sol, ainsi qu'un grand système photovoltaïque sur le toit.
Un vaste jardin à l'usage exclusif du chancelier (le Kanzlergarten) a été aménagé sur l'autre rive de la Spree dans le prolongement du bâtiment de la chancellerie. Une passerelle (la Kanzlersteg) enjambant la rivière permet d'accéder à cet espace vert depuis la résidence officielle.

## Décoration intérieure

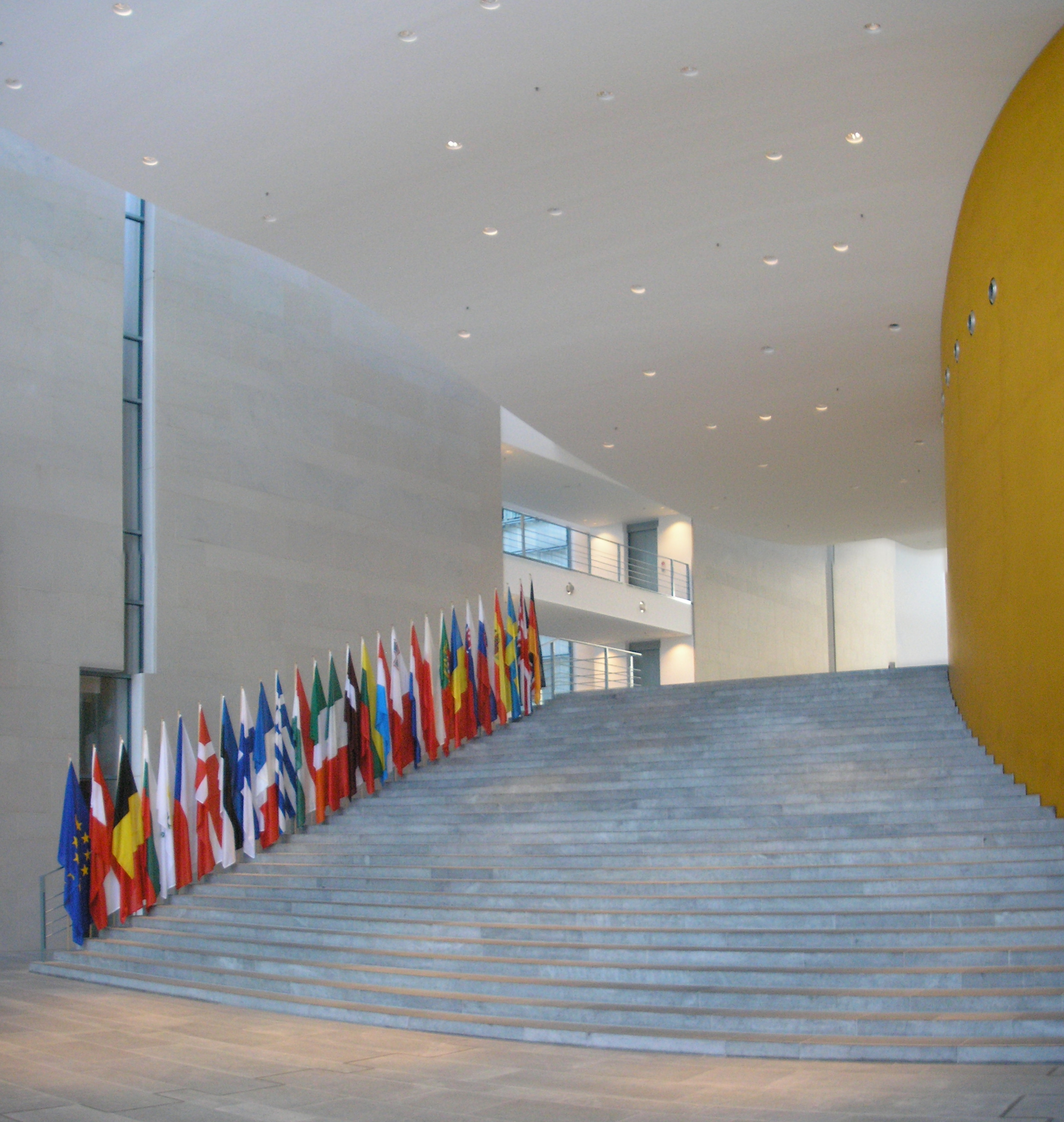
Le grand escalier.

De nombreuses œuvres d'art modernes et contemporaines ornent la nouvelle chancellerie fédérale. 
La sculpture Berlin de l'artiste espagnol Eduardo Chillida occupe la Cour d'honneur. Il s'agit d'une œuvre monumentale en acier de 5,50 mètres de haut pour un poids total de 87,5 tonnes. La symbolique de la statue s'attache à représenter le rapprochement, la séparation et la réunion. 
Le peintre Markus Lüpertz a peint les intérieurs du Foyer, en particulier l'escalier menant aux étages supérieurs. Il a choisi six couleurs distinctes symbolisant chacune une vertu : le bleu pour la sagesse, l'ocre pour la force, le rouge pour le courage, l'or pour la justice, le vert et le blanc pour la prudence. 
Les sculptures Die Philosophin de Markus Lüpertz et Großes weißes Kopfzeichen de Rainer Kriester agrémentent également l'entrée de la chancellerie.
Les peintures présentes dans le bâtiment sont des prêts ou des acquisitions faites au fil de l'histoire de la République fédérale. 
Les Fables orientales d'August Macke et le Dimanche des mineurs de Ernst Ludwig Kirchner proviennent du Palais Schaumburg, l'ancienne chancellerie de Bonn. Le triptyque aux regards de l'artiste Ernst Wilhelm Nay, ayant suscité la sensation lors de la documenta 3 à Cassel en 1964, se trouve dans la salle de conférence.

Le foyer de la salle de presse avec la galerie des chanceliers.

Détail.

La galerie de portraits des chanceliers de la République fédérale se trouve au premier étage de la chancellerie. L'idée fut initiée en 1976 par le chancelier social-démocrate Helmut Schmidt, où chacun de ses successeurs compléta la collection avec un portrait de son choix : 
- Konrad Adenauer par Hans Jürgen Kallmann en 1963 (un autre portrait d'Adenauer par Oskar Kokoschka se trouve dans un bureau d'Angela Merkel)
- Ludwig Erhard et Kurt Georg Kiesinger par Günter Rittner (peints respectivement en 1974 et 1976)
- Willy Brandt par Oswald Petersen
- Helmut Schmidt par Bernhard Heisig
- Helmut Kohl par Albrecht Gehse
- Gerhard Schröder par Jörg Immendorff